# Констанція Португальська
Констанція Португальська (порт. Constança de Portugal, ісп. Constanza de Portugal, 3 січня 1290 — 18 листопада 1313, Саагун) — королева Кастилії та Леона. Старша дитина і єдина донька короля Португалії Дініша та його дружини Ізабели Арагонської, пізніше святої.

## Життєпис
Констанція була донькою португальського короля Дініша Землероба та його дружини Ізабели Святої. Вже 1291 року Дініш уклав із кастильським королем Санчо Сміливим договір, згідно з яким Констанція мала стати дружиною кастильського інфанта Фернандо. Згодом ця умова неодноразово підтверджувалася, і 1302 році у Вальядоліді було зіграно весілля.
У Кастилії юна королева поринула у світ придворних інтриг та феодальних чвар. З іншого боку, вона виконувала доручення португальського двору. Під час Вальядолідського суду 1307 року, де Констанція не брала участі, Фердинанд IV намагався покласти край зловживанням дворянства, виправив систему правосуддя та пом'якшив податковий тиск на кастильців. Наступного року (1308) королева народила другу доньку, названу Констанцією на її честь. Донька померла в 1310 році у 2-річному віці і була похована у монастирі Санто-Домінго-ель-Реаль.
7 вересня 1312 року Фернандо IV помер в місті Хаен на 27-му році життя, і Констанція взяла участь у боротьбі за регентство за свого сина. Втім, королевою-матір'ю вона пробула недовго і померла за рік після чоловіка — 18 листопада 1313 року в Саагуні — на 24-му році життя. Інфант Хуан та його прихильники погодилися, що королева Марія де Моліна стане опікуном малолітнього короля Альфонсо XI — сина Констанції.
Останки королеви Констанції були поховані в королівському монастирі Сан-Беніто-ін-Саагун, де був похований король Леона і Кастилії Альфонсо VI і кілька його дружин. Її могилу знищила пожежа, від якої монастир постраждав у 1810 році, під час наполеонівського вторгнення під час Війни за незалежність Іспанії.

## Діти
- Елеонора (1307–1359) — королева Арагона, дружина Альфонсо IV .
- Констанція (1308–1310) — померла в дитинстві.
- Альфонсо (1311–1350) — король Кастилії та Леона.